# 'Cause You Are Young
«'Cause You Are Young» — пісня німецької диско-співачки C. C. Catch. У 1985 році вона вийшла синглом, це був другий сингл C. C. Catch. В музичному чарті Німеччини сингл протримався 14 тижнів і досягнув дев'ятого місця.

## Трек-лист
7":
A. «Cause You Are Young» (Radio Edit)
B. «One Night's Not Enough»
12":
A. «'Cause You Are Young» (Maxi Version)
B. «One Night's Not Enough» (Maxi Version)

## Найвищі позиції вчартах
- Німеччина — 9 місце.
- Югославія — 1 місце.
- Бельгія — 2 місце.
- Швейцарія — 8 місце.